# Celeste Almieri
Celeste Almieri (née Celeste Carolina Ginevra Lorenzina Bianca Calza à Rome le 29 novembre 1885 et morte à Aprilia le 21 mai 1987 est une actrice italienne.

## Filmographie
- 1933 : La ragazza dal livido azzurro de E. W. Emo
- 1933 : La canzone del sole de Max Neufeld
- 1936 : Non ti conosco più de Nunzio Malasomma
- 1936 : Una donna tra due mondi de Goffredo Alessandrini
- 1936 : Ce n'est pas une chose sérieuse (Ma non è una cosa seria) de Mario Camerini
- 1937 : I due barbieri de Duilio Coletti
- 1937 : È tornato carnevale de Raffaello Matarazzo
- 1940 : Incanto di mezzanotte de Mario Baffico
- 1942 : Una storia d'amore de Mario Camerini
- 1951 : Totò e i re di Roma de Mario Monicelli
- 1953 : Perdonami! de Mario Costa
- 1953 : Marquée par le destin (Ti ho sempre amato!) de Mario Costa
- 1955 : Le avventure di Cartouche de Steve Sekely et Gianni Vernuccio